# Młodzieżowe Mistrzostwa Polski Par Klubowych na Żużlu 2003
Młodzieżowe Mistrzostwa Polski Par Klubowych na Żużlu 2003 – zawody żużlowe, mające na celu wyłonienie medalistów młodzieżowych mistrzostw Polski par klubowych w sezonie 2003. Rozegrano trzy turnieje eliminacyjne oraz finał, w którym zwyciężyli żużlowcy RKM-u Rybnik.

## Finał
- Piła, 15 czerwca 2003
- Sędzia: Jerzy Kaczmarek

| Miejsce | Kluby                            | Suma  | Zawodnicy                                             | Punkty                                              |
| ------- | -------------------------------- | ----- | ----------------------------------------------------- | --------------------------------------------------- |
| złoto   | RKM Rybnik                       | 23    | Rafał Szombierski Łukasz Romanek Konrad Ryszka        | 17 (3,3,3,2,3,3) 6 (0,2,1,1,0,2) ns                 |
| srebro  | TOP Secret Włókniarz Częstochowa | 21    | Adam Pietraszko Zbigniew Czerwiński Jordan Jurczyński | 13 (3,2,0,3,3,2) 8 (0,3,2,1,1,1) ns                 |
| brąz    | Polonia Piła                     | 18 +3 | Michał Szczepaniak Robert Miśkowiak Krystian Klecha   | 5 (2,2,1,0,d,–) 13 +3 (3,1,3,3,2,1) 0 (–,–,–,–,–,0) |
| 4       | ZKŻ Quick Mix Zielona Góra       | 18 +w | Rafał Kurmański Zbigniew Suchecki Bartosz Kasprowiak  | 13 +w (1,3,3,1,3,2) 5 (2,0,–,2,0,1) 0 (–,–,0,–,–,–) |
| 5       | Kolejarz Rawicz                  | 17    | Piotr Świderski Marcin Nowaczyk Marcin Kędziora       | 13 (1,2,2,3,2,3) 4 (0,1,0,d,1,2) ns                 |
| 6       | Unia Tarnów                      | 16    | Janusz Kołodziej Marcin Rempała Paweł Baran           | 15 (1,3,2,3,3,3) 0 (0,0,0,0,–,–) 1 (–,–,–,–,1,0)    |
| 7       | GTŻ Primus Grudziądz             | 13    | Przemysław Kłos Łukasz Pawlikowski Łukasz Dados       | 1 (1,0,–,–,–,0) 8 (2,1,1,1,2,1) 4 (–,–,2,2,0,–)     |